# 대원 (기업)
주식회사 대원은 대한민국의 섬유 모방 및 건설 기업이다.

## 사업
'칸타빌' 브랜드를 통한 아파트 분양 및 시공, 산업단지조성, 도로공사 등을 한다.

## 논란
제주 서귀포에 짓는 주상복합아파트가 부실공사 논란에 휩싸인 적이 있다.

## 사업장 현황
- 본사: 충청북도 청주시 흥덕구 직지대로 435번길 15(송정동)
- 서울사무소 : 서울특별시 서초구 마방로10길25(양재동, 트윈타워)